# 제6회 가톨릭영화제
제6회 가톨릭영화제는 2019년 10월 24일에 열린 시상식이다.

## 수상 및 후보

### 대상
- 밀크 - 장유진 수상

### 우수상
- 다운 - 이우수 수상

### 장려상
- 이욥의 생일파티 - 배채윤 수상
- 판문점 에어컨 - 이태훈 수상

### 특별장려상
- 드림캐쳐 - 옥승희 수상

### 관객상
- 드림캐쳐 - 옥승희 수상

### 스텔라상
- 다운 - 김재화 수상

### CaFF초이스 장편
- 바다로 가자 - 김량
- 더 버드와쳐 - 시오밴 드바인
- 빛이 있으라 - 마르코 스코프
- 산티아고와 함께 - 조준형
- 스틸 휴먼 - 올리버 시 쿠엔 찬
- 올 어바웃 미 - 카롤리네 링크
- 위대한 선물 - 후안 마누엘 코텔로
- 이장 - 정승오
- 종이 깃발 - 나단 엠브로시오니
- 테스와 보낸 여름 - 스티븐 바우터루드

### CaFF초이스 단편
- 사랑은 따끔해! - 빈센트 갤러거
- 교복 - 순 레이 스웨 이
- 표해록 - 배혜원
- 소화기 - 로드리고 소페나
- 천국의 문 - 해리 카카차키스

### CaFF애니메이션 장편
- 타워 - 매츠 그로루드
- 커다랗고 커다랗고 커다란 배 - 필립 아이슈타인 립스키 외 1명

### CaFF애니메이션 단편
- 큰 늑대와 작은 늑대 - 레미 뒤랭
- 모자를 보았어 - 존 클라센
- 특별한 날 - 조안나 루리
- 가을의 마지막 날 - 마르졸렌 페르텐
- 홈 어웨이 3000 - 필리페 바란지니 외 1명
- 할아버지가 숨어있어요 - 앤 휑
- 물의 공주 - 수잔 베르데 외 2명
- 마로드와 머피 - 엘렌 두크로크
- 종이비행기 - 이한나
- 스위트 홈 - 채이태인 콘버삿
- 지빌라 - 이사벨 파베즈

### CaFF단편경쟁
- 기억 - 백경열
- 다운 - 이우수
- 드림캐쳐 - 옥승희
- 밀크 - 장유진
- 여름밤의 소리 - 정민희
- 은서 - 박준호
- 우리집 - 부은주
- 이욥의 생일파티 - 배채윤
- 토요일다세대주택 - 전승배
- 판문점 에어컨 - 이태훈
- 필두 - 엄지수
- 쉬스토리 - 황준하
- 상주 - 차정윤

### CaFF클래식
- 돈 까밀로 러시아 가다 - 루이지 코멘치니
- 마농의 샘 1부 - 클로드 베리
- 마농의 샘 2 - 클로드 베리

### 메이드 인 가톨릭
- 사제지간 - 지태민
- 비밀 - 정재민

### 사전제작지원 프로그램 공개 피칭작
- 주차를 못하는 남자 - 송현석
- 위안 - 안상욱
- 너의 라떼 - 전승훈
- 태어나자마자 핵인싸 - 윤동기 외 1명
- 인강극장 - 이원근